# Kanaat Kazan
Het kanaat Kazan (Tataars: Казан ханлыгы, Qazan xanlığı; Russisch: Казанское ханство; Kazanskoje chanstvo) was een middeleeuwse staat die tussen 1428 en 1552 het voormalige gebied van Wolga-Bulgarije besloeg. Het kanaat besloeg een gebied wat tegenwoordig Tatarstan, Mari El, Tsjoevasjië en Mordovië is, ook besloeg het gedeeltes van Oedmoertië en Basjkirostan. De hoofdstad was Kazan.
Het kanaat Kazan was een van de opvolgerstaten van de Gouden Horde. Het kanaat kwam ten einde toen het gebied werd veroverd door tsaristisch Rusland.

## Geschiedenis
Het voormalige gebied van de Wolga-Bulgaren kreeg opnieuw een vorm van zelfstandigheid in het uiteenvallende rijk van de Gouden Horde in het begin van de vijftiende eeuw. Dit gebied had zelfbestuur en de Bulgaarse dynastie bleef aan de macht in dit gebied. De Bulgaarse leider Oleg Mohammed, wist in 1437 de titel van kan te bemachtigen en met hulp van lokale heersers wist hij de troon te bestijgen en stichtte een onafhankelijk kanaat. De metamorfose van lokale Bulgaarse heersers tot de leiders van de onderkoninkrijken van het Mongoolse rijk werd vervolmaakt door de zoon van Oleg, Maxmud van Kazan.

### Vroege geschiedenis
Tijdens het regime van Oleg Mohammed en zijn zoon Maxmud plunderden de legers van Kazan de Moskovische landen. Ter wrake begon grootvorst Vasili II een oorlog die eindigde met een Moskovische nederlaag in de slag bij Soezdal in 1445. Voortaan moest Moskovië een schatting aan Kazan betalen.
In juli 1487 veroverde Vasili's opvolger Ivan III Kazan, en hij zette een marionet, Möxämmädämin, op de troon van Kazan. Hierna werd het kanaat Kazan een vazalstaat van het Russische Rijk en Russische handelaren mochten vrij door het gebied reizen. De inwoners van het kanaat die tot een unie van het Ottomaanse Rijk en het Kanaat van de Krim probeerden toe te treden probeerden de grieven van de bevolking te uiten door in 1496, 1500 en 1505 opstanden tegen de Russische overheersers op te zetten. Deze opstanden hadden echter weinig resultaat.
In 1521 probeerde het kanaat onder de overheersing van Moskou uit te komen door verdragen te sluiten met het kanaat Astrachan, het kanaat van de Krim en de Nogay-Horde. De gezamenlijke legers van kan Mehmed Giray en zijn Krimse bondgenoten vielen Moskou aan en ze namen 150.000 man mee als krijgsgevangenen. Russische kronieken meldden zo'n veertig aanvallen op Russische steden door het leger van Kazan. De steden die geplunderd werden in de eerste helft van de zestiende eeuw waren Nizjni Novgorod, Moerom, Vjatka, Vladimir, Kostroma en Galitsj.

### De laatste tien jaar
De versterkingen van het leger uit de Krim deden de pro-Russische sentimenten in het kanaat Kazan geen goed. Het resultaat hiervan was dat sommige van de Kazanse edelen hun onderdanen tot een opstand opzetten in 1545. Het resultaat van deze opstand was het vertrek van kan Safa Giray. De troon werd overgenomen door Shahgali, een aanhanger van Rusland. In datzelfde jaar hield Rusland een aantal veldtochten om het gezag te herstellen, maar deze pogingen waren niet succesvol.

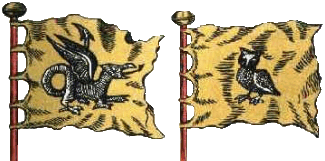
De vlag van de kan van Kazan, ook wel Caesar van Tatarije genoemd. Er waren twee vlaggen voor het kanaat en de Nederlander Karel Allard schreef dat de Zilant op de eerste vlag was afgebeeld.

Met de hulp van de Nogai wist Safa Giray op de troon terug te keren. Hij vermoordde 75 edelen en de rest van de oppositie vluchtte naar Rusland. Hij overleed in 1549 en hij werd opgevolgd door zijn driejarige zoon Utameshgaray die werd erkend als nieuwe kan. De regent van het rijk was zijn moeder Söyembika. De regering van de staatsman Qoşçaq zorgde voor een vorm van zelfstandigheid voor het kanaat onder de heerschappij van Soymbika.
Op datzelfde tijdstip was de familie van Safa Giray gehuisvest in de Krim. Onder hen bevond zich ook de latere kan van de Krim, Devlet I Giray. De greep naar de Kazanse troon ging gepaard met een grote verdeling van het land onder de regionale edelen. De relaties met Rusland verslechterden onder de regering van Qoşçaq steeds meer. Om deze reden riep een groep in onmin vervallen edelen in 1551 voor de tweede keer de hulp in van Shahgali, een vriend van tsaar Ivan IV.
Op datzelfde tijdstip werden de landen aan de overkant van de Wolga, Taw yağı genaamd, geannexeerd door Rusland. Utameshgaray en zijn moeder Söyembika werden door Shahgali gevangengenomen en naar een Moskouse gevangenis gestuurd. Shahgali veroverde de Kazanse troon totdat er in februari 1552 anti-Russische sentimenten in de Kazaanse regering de kop opstaken. De regeringsleden probeerden Shahgali te verdrijven met de steun van de prins van Astrachan Yadegar Moxammad en de Nogai.

### Neergang en Russische overheersing
Kazan werd nu onder vuur genomen door Russische troepen. De Russische troepen onder leiding van tsaar Ivan IV opereerden vanaf het fort Svijazjsk. In augustus 1552 vernietigden de Russen de Tataarse troepen en ze verwoestten Archa en andere Tataarse vestingen. Na twee weken van beleg volgde de vernietiging van de stadsmuren op 3 oktober en hierna trokken de Russische troepen de stad Kazan binnen. Enkele Kazanse troepen wisten de stad te ontvluchten, maar zij werden alsnog gedood door het Russische leger. Yadegar Moxammad, de leider van het kanaat, werd gevangengenomen en de bevolking werd uitgemoord. De Kazanse Kroniek schrijft over 110.000 doden en tussen de 60.000 en 100.000 Russen die uit Kazanse gevangenissen werden vrijgelaten.
Na de val van Kazan sloten gebieden als Oedmoertië en Basjkortostan zich zonder slag of stoot bij Rusland aan. De regering van het kanaat werd uit zijn ambt ontheven, pro-Russische en neutrale edelen behielden hun land en anti-Russisch gezinde edelen werden vermoord. Tataren werden verplaatst ver weg van Kazan. Vrij land werd bewoond door Russische immigranten en soms door pro-Russische Tataren. Orthodoxe bisschoppen zoals patriarch Hermogenes van Moskou probeerden de Tataren te kerstenen.

### Verzet tegen de ondergang
Tot 1556 bleef een deel van de Kazanse bevolking zich verzetten tegen de Russische heerschappij. De opstandige regeringen werden gevormd in Çalım en Mişätamaq. Na een aantal plunderingen van de agrarische bevolking van Kazan door de Nogai onder leiding van Ğäli Äkräm ging de coalitie met de Nogai ten onder. Na een zware opstand van de Nogai tegen Kazanse rebellen werden de leiders van de Nogai vermoord.
Volgens bepaalde schattingen, nam de bevolking van het kanaat tijdens de oorlogen met zevenduizend inwoners af. De overheersende regering, bekend als de Kazanse Paleisregering, zorgde voor de pogingen tot Russificatie en Kerstening van de Tataren en andere in het kanaat levende volkeren. Het kanaat Kazan werd tijdens de Tijd der Troebelen met de hulp van de etnische Russische bevolking voor een korte tijd in ere hersteld. Russische soldaten onder leiding van Koezma Minin onderdrukten de opstand en hierna bleef het voormalige Kanaat onderdeel uitmaken van het Russische Rijk.
De naam Tsaristisch Kazan voor het vroegere kanaat bleef bestaan totdat in 1708 het gouvernement Kazan werd gevormd.